# 巴赫奇萨赖区
巴赫奇萨赖区（羅馬化：Bakhchysaraiskyi raion），是法理上烏克蘭克里米亞自治共和國的一個旧區，但事实上是俄罗斯克里米亞共和國的一个区。该区位于克里米亚半岛西南部。境内三分之二为山地。总面积1,589平方公里，总人口91436（2013年）。行政中心为巴赫奇萨赖。

## 2020年乌克兰行政区划改革
2020年7月乌克兰在全境实行了行政区划改革，包括当时被俄罗斯占领的克里米亚半岛。克里米亚自治共和国的14个区和11个共和国直辖市重组为10个区。新的巴赫奇萨赖区范围扩大，包括了原巴赫奇萨赖区及部分原属于特殊地位城市塞瓦斯托波爾的区域。设立新区的法律在2023年9月7日正式生效，但由于乌克兰并未实际控制克里米亚，故事实上新区并未真正运作。